# Amazing Stories (TV-serie)
Amazing Stories är en amerikansk TV-serie med inslag av fantasy, skräck och science fiction. Serien skapades av Steven Spielberg och sändes ursprungligen i USA från 1985 till 1987. Serien har nominerats till 12 Emmy Award-priser och vunnit fem. Första avsnittet från första säsongen gav manusförfattaren Mick Garris en Edgar Award för bästa avsnitt i en TV-serie. Efter två säsonger lades serien ned.
Serien har fått sitt namn från science fiction-tidskriften Amazing Stories som gav dem rättigheter att använda namnet.